# Neva Rudolf
Neva Rudolf, slovenska književnica, * 28. junij 1934, Ljubljana, † 27. marec 2014, Ljubljana.

## Življenje in delo
Neva Rudolf, poročena Gaberšček, se je rodila v družini profesorja in politika Ivana Rudolfa.  Osnovno šolo je končala v Ljubljani. Leta 1946 se je družina preselila v Trst. Tu je leta 1952 maturirala na Znanstvenem liceju France Prešeren in 1956 odšla k teti v Avstralijo in se od tam po dveh letih vrnila. Leta 1959 se je odpravila v Beograd in se tam poročila z inženirjem Borisom Gaberščkom. Leta 1992 sta se preselila v Ljubljano. Napisala je 5 otroških in mladinskih iger za Radio Trst A (Pravljica o prašičku, ki je izgubil repek, 1953; Lenka in živali, 1954; Pravljica o medeni potički, 1954; Zakaj je tržaško vreme tako muhasto?, 1958 in Prišla je pomlad, 1958) , kasneje pa je objavljala pesmi in črtice v izseljeniških listih Meddobje in Misli. Leta 1958 je pri Slovenski kulturni akciji v Buenos Airesu objavila knjigo črtic Čisto malo ljubezni (COBISS), v samozaložbi v Trstu pa zbirko pesmi Južni križ, ki obsega 27 pesmi o domačih krajih, o utrinkih iz Avstralije in ljubezni, nekaj pa je izrazito religioznih. Njena bibliografija obsega 22 zapisov. 